# Gallardon
Gallardon é uma comuna francesa na região administrativa do Centro, no departamento Eure-et-Loir. Estende-se por uma área de 11,25 km². Em 2010 a comuna tinha 3 748 habitantes (densidade: 333,2 hab./km²).